# John August Anderson

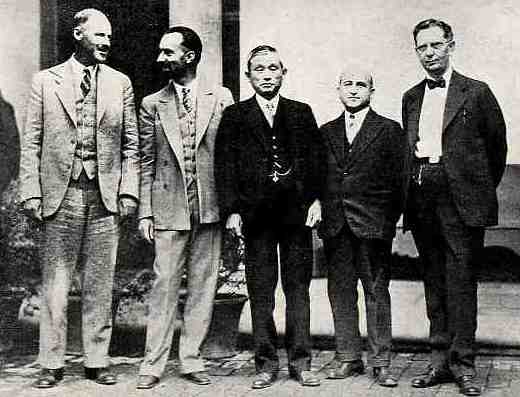
John August Anderson (ganz rechts)

John August Anderson (* 7. August 1876 in Rollag im US-Bundesstaat Minnesota; † 2. Dezember 1959 in Altadena, Kalifornien) war ein US-amerikanischer Astronom.

## Leben
Er promovierte 1907 an der Johns Hopkins University und blieb auch danach dort. 1908 wurde er zum Professor für Astronomie an derselben Universität berufen. 1909 übernahm er die Verantwortung für die Rowland Gravurmaschinen zur Erzeugung von Beugungsgittern. Deren Qualität galt als exzellent, besonders in Bezug auf konkave Gitterstrukturen.
1916 verließ er die Universität, um am Mount-Wilson-Observatorium zu arbeiten. er blieb dort bis 1956. Sein bemerkenswertester Beitrag war seine Anwendung des Michelson-Interferometers zur Messung von eng beieinander stehenden Doppelsternen.
1928 wurde Anderson in die National Academy of Sciences gewählt. Der Anderson-Krater auf dem Mond wurde 1970 nach ihm benannt.

## Schriften
- On the Application of the Laws of Refraction in Interpreting Solar Phenomena. In: Astrophysical Journal. Band 31, 1910.
- A method of investigating the Stark effect for metals, with results for chromium. 1917.
- The vacuum spark spectrum of calcium. 1924.
- The Use of Long Focus Concave Gratings at Eclipses. In: Publications of the Astronomical Society of the Pacific. Band 38, 1926.
- J. A. Anderson and Russell W. Porter: Ronchi's Method of Optical Testing. In: Astrophysical Journal. Band 70, 1929.
- Spectral energy-distribution of the high-current vacuum tube. 1932.
- On the application of Michelson's interferometer method to the measurement of close double stars. In: Astrophysical Journal. Band 51, June 1920.
- Optics of the 200-inch Hale Telescope. In: Publications of the Astronomical Society of the Pacific. Band 60, 1948.